# Łotwa na Zimowych Igrzyskach Olimpijskich 2006
Łotwę na Zimowych Igrzyskach Olimpijskich 2006 reprezentowało 61 zawodników. Wystartowali oni w biathlonie, bobslejach, narciarstwie alepjskim, biegach narciarskich, saneczkarstwie, hokeju na lodzie, short tracku oraz w skeletonie.
Był to ósmy start Łotwy jako niepodległego państwa na zimowych igrzyskach olimpijskich (poprzednie to 1924, 1928, 1936, 1992, 1994, 1998, 2002).
Podczas tych igrzysk po raz pierwszy w historii sportów zimowych zawodnik reprezentujący Łotwę zdobył medal. Mārtiņš Rubenis w saneczkarstwie zdobył brązowy medal, zwyciężając nawet ostatni czwarty przejazd zawodów.

## Medaliści
| Medal | Zawodnik        | Dyscyplina    | Konkurencja      | Rezultat     |
| ----- | --------------- | ------------- | ---------------- | ------------ |
| Brąz  | Mārtiņš Rubenis | Saneczkarstwo | jedynki mężczyzn | 3:26,445 min |

## Sportowcy według dyscyplin

### Biathlon
Mężczyźni
| Zawodnik                                                  | Konkurencja         | czas biegu | Kary | Pozycja |
| --------------------------------------------------------- | ------------------- | ---------- | ---- | ------- |
| Ilmārs Bricis                                             | Sprint mężczyzn     | 27:26,9    | 1    | 12.     |
| Jānis Bērziņš                                             | Sprint mężczyzn     | 29:09,9    | 1    | 48.     |
| Raivis Zīmelis                                            | Sprint mężczyzn     | 29:11,4    | 2    | 49.     |
| Kristaps Lībietis                                         | Sprint mężczyzn     | 29:21,9    | 0    | 54.     |
| Ilmārs Bricis                                             | Bieg pościgowy      | 35:46,9    | 1    | 4.      |
| Jānis Bērziņš                                             | Bieg pościgowy      | 40:22,8    | 1    | 42.     |
| Raivis Zīmelis                                            | Bieg pościgowy      | 40:58,0    | 5    | 46.     |
| Kristaps Lībietis                                         | Bieg pościgowy      | 43:51,2    | 6    | 54.     |
| Ilmārs Bricis                                             | Bieg indywidualny   | 57:19,2    | 4    | 19.     |
| Jānis Bērziņš                                             | Bieg indywidualny   | 59:24,3    | 2    | 37.     |
| Kristaps Lībietis                                         | Bieg indywidualny   | 1:03:13,4  | 4    | 68.     |
| Edgars Piksons                                            | Bieg indywidualny   | 1:06:12,5  | 7    | 79.     |
| Ilmārs Bricis                                             | Bieg masowy         | 50:27,6    | 3    | 28.     |
| Jānis Bērziņš Edgars Piksons Raivis Zīmelis Ilmārs Bricis | Sztafeta 4 × 7,5 km | 1:28:10,6  | 5    | 16.     |

Kobiety
| Zawodnik                                               | Konkurencja               | czas biegu          | Kary                | Pozycja             |
| ------------------------------------------------------ | ------------------------- | ------------------- | ------------------- | ------------------- |
| Madara Līduma                                          | Sprint kobiet - 7,5 km    | 24:11,0             | 2                   | 28.                 |
| Anžela Brice                                           | Sprint kobiet - 7,5 km    | 26:03,1             | 3                   | 60.                 |
| Linda Savļaka                                          | Sprint kobiet - 7,5 km    | 26:54,6             | 1                   | 72.                 |
| Gerda Krūmiņa                                          | Sprint kobiet - 7,5 km    | 27:30,5             | 3                   | 74.                 |
| Madara Līduma                                          | Bieg pościgowy - 10 km    | 40:50,8             | 6                   | 20.                 |
| Anžela Brice                                           | Bieg pościgowy - 10 km    | Nie ukończyła biegu | Nie ukończyła biegu | Nie ukończyła biegu |
| Madara Līduma                                          | Bieg masowy - 12,5 km     | 43:52,7             | 5                   | 20.                 |
| Madara Līduma                                          | Bieg indywidualny - 15 km | 52:27,2             | 4                   | 10.                 |
| Anžela Brice                                           | Bieg indywidualny - 15 km | 59:20,9             | 6                   | 48.                 |
| Linda Savļaka                                          | Bieg indywidualny - 15 km | 59:44,3             | 3                   | 63.                 |
| Gerda Krūmiņa                                          | Bieg indywidualny - 15 km | 1:00:26,1           | 4                   | 70.                 |
| Madara Līduma Anžela Brice Linda Savļaka Gerda Krūmiņa | Sztafeta 4 × 6 km         | 1:26:21,3           | 2                   | 18.                 |

### Bobsleje
Mężczyźni
| Osada  | Zawodnicy                                                       | Konkurencja | Ślizg 1 | Ślizg 2 | Ślizg 3 | Ślizg 4                 | Łącznie | Pozycja |
| ------ | --------------------------------------------------------------- | ----------- | ------- | ------- | ------- | ----------------------- | ------- | ------- |
| LVA-I  | Jānis Miņins Daumants Dreiškens                                 | Dwójki      | 55,94   | 55,84   | 56,16   | 56,69                   | 3:44,63 | 6.      |
| LVA-II | Gatis Gūts Intars Dīcmanis                                      | Dwójki      | 56,37   | 56,36   | 57,05   | 57,73                   | 3:47,51 | 20.     |
| LVA-I  | Jānis Miņins Daumants Dreiškens Mārcis Rullis Jānis Ozols       | Czwórki     | 55,88   | 55,69   | 55,51   | 55,51                   | 3:42,59 | 10.     |
| LVA-II | Mihalis Arhipovs Intars Dīcmanis Māris Bogdanovs Reinis Rozītis | Czwórki     | 56,34   | 56,54   | 56,13   | Nie zakwalifikowali się | 2:49,01 | 21.     |

### Narciarstwo alpejskie
Mężczyźni
| Zawodnik      | Konkurencja | Konkurencja | Konkurencja | Konkurencja | Konkurencja | Konkurencja                         | Konkurencja                         | Konkurencja                         |
| Zawodnik      | Zjazd       | Zjazd       | Supergigant | Supergigant | Kombinacja  | Kombinacja                          | Kombinacja                          | Kombinacja                          |
| Zawodnik      | Czas        | Pozycja     | Czas        | Pozycja     | Zjazd       | Slalom                              | Łączny czas                         | Pozycja                             |
| ------------- | ----------- | ----------- | ----------- | ----------- | ----------- | ----------------------------------- | ----------------------------------- | ----------------------------------- |
| Ivars Ciaguns |             |             | 1:38,18     | 52.         |             |                                     |                                     |                                     |
| Renars Dorš   | 1:57,54     | 46.         |             |             | 1:44,54     | Nie ukończył 2-go przejazdu slalomu | Nie ukończył 2-go przejazdu slalomu | Nie ukończył 2-go przejazdu slalomu |

### Biegi narciarskie
Mężczyźni
| Zawodnik        | Konkurencja   | czas               | Pozycja            |
| --------------- | ------------- | ------------------ | ------------------ |
| Valts Eiduks    | Bieg na 15 km | 44:12,0            | 68.                |
| Intars Spalviņš | Bieg na 15 km | 45:13,4            | 75.                |
| Oļegs Andrejevs | Bieg na 15 km | 45:44,2            | 77.                |
| Oļegs Maļuhins  | Bieg na 50 km | 2:15:10,6          | 60.                |
| Valts Eiduks    | Bieg na 50 km | Nie ukończył biegu | Nie ukończył biegu |
| Intars Spalviņš | Bieg na 50 km | Nie ukończył biegu | Nie ukończył biegu |
| Oļegs Andrejevs | Bieg na 50 km | Nie ukończył biegu | Nie ukończył biegu |
| Oļegs Maļuhins  | Sprint        | 2:24,88            | 60.                |
| Valts Eiduks    | Sprint        | 2:31,25            | 68.                |
| Intars Spalviņš | Sprint        | 2:32,26            | 72.                |
| Oļegs Andrejevs | Sprint        | 2:33,23            | 74.                |

### Saneczkarstwo
Mężczyźni
| Zawodnik               | Konkurencja | Ślizg 1 | Ślizg 2 | Ślizg 3 | Ślizg 4 | Łącznie  | Pozycja |
| ---------------------- | ----------- | ------- | ------- | ------- | ------- | -------- | ------- |
| Mārtiņš Rubenis        | Jedynki     | 51,913  | 51,497  | 51,561  | 51,474  | 3:26,445 | brąz    |
| Kaspars Dumpis         | Jedynki     | 52,432  | 52,063  | 52,391  | 52,402  | 3:29:288 | 17.     |
| Guntis Rēķis           | Jedynki     | 52,769  | 52,338  | 52,307  | 52,742  | 3:30,156 | 21.     |
| Andris Šics Juris Šics | Dwójki      | 47,353  | 47,761  |         |         | 1:35,114 | 7.      |

Kobiety
| Zawodnik      | Konkurencja | Ślizg 1 | Ślizg 2 | Ślizg 3 | Ślizg 4 | Łącznie  | Pozycja |
| ------------- | ----------- | ------- | ------- | ------- | ------- | -------- | ------- |
| Anna Orlova   | Jedynki     | 47,654  | 47,317  | 47,280  | 47,232  | 3:09,483 | 7.      |
| Maija Tiruma  | Jedynki     | 49,623  | 47,987  | 47,889  | 47,545  | 3:13,545 | 17.     |
| Aiva Aparjode | Jedynki     | 48,934  | 47,957  | 47,721  | 48,453  | 3:13,065 | 18.     |

### Hokej na lodzie
Bramkarze
- Artūrs Irbe
- Edgars Masaļskis
- Sergejs Naumovs

Obrońcy
- Igors Bondarevs
- Rodrigo Laviņš
- Sandis Ozoliņš
- Georgijs Pujacs
- Arvīds Reķis
- Agris Saviels
- Kārlis Skrastiņš
- Atvars Tribuncovs

Napastnicy
- Ģirts Ankipāns
- Armands Bērziņš
- Aigars Cipruss
- Mārtiņš Cipulis
- Vladimirs Mamonovs
- Aleksandrs Ņiživijs
- Grigorijs Panteļejevs
- Miķelis Rēdlihs
- Aleksandrs Semjonovs
- Leonīds Tambijevs
- Herberts Vasiļjevs
- Māris Ziediņš

Reprezentacja Łotwy brała udział w rozgrywkach grupy B turnieju olimpijskiego. w której zajęła 6. miejsce i nie awansowała do ćwierćfinału. Ostatecznie reprezentacja Łotwy została sklasyfikowana na 12. miejscu.

#### Runda pierwsza
Grupa B
| Drużyna           | M | Mecze | Mecze | Mecze | Bramki | Bramki | Bramki | Pkt |
| Drużyna           | M | W     | R     | P     | +      | -      | +/-    | Pkt |
| ----------------- | - | ----- | ----- | ----- | ------ | ------ | ------ | --- |
| Słowacja          | 5 | 5     | 0     | 0     | 18     | 8      | +10    | 10  |
| Rosja             | 5 | 4     | 0     | 1     | 23     | 11     | +12    | 8   |
| Szwecja           | 5 | 3     | 0     | 2     | 15     | 12     | +3     | 6   |
| Stany Zjednoczone | 5 | 1     | 1     | 3     | 13     | 13     | 0      | 3   |
| Kazachstan        | 5 | 1     | 0     | 4     | 9      | 16     | -7     | 2   |
| Łotwa             | 5 | 0     | 1     | 4     | 11     | 29     | -18    | 1   |

Wyniki
| 15 lutego 2006 | Łotwa | 3:3 | Stany Zjednoczone | Palasport Olimpico |

| Godzina: 21:00 | Aleksandrs Ņiživijs 13:15 Atvars Tribuncovs 35:04 Herberts Vasiļjevs 35:44 | (1:2, 2:0, 0:1) | Brian Gionta 09:44 Craig Conroy 10:38 Jordan Leopolds 42:01 | Widzów: 7851 Sędzia główny: Timo Favorin |

| 16 lutego 2006 | Słowacja | 6:3 | Łotwa | Torino Esposizioni |

| Godzina: 17:00 | Richard Zedník 05:23 Ronald Petrovický 05:43 Pavol Demitra 07:54 Marián Hossa 13:17 Zdeno Chára 33:49 Marián Hossa 49:04 | (4:1, 1:2, 1:0) | Sandis Ozoliņš 06:27 Mārtiņš Cipulis 20:54 Aleksandrs Ņiživijs 26:51 | Widzów: 2960 Sędzia główny: Danny Kurmann |

| 18 lutego 2006 | Szwecja | 6:1 | Łotwa | Palasport Olimpico |

| Godzina: 17:00 | Samuel Pahlsson 14:20 Nicklas Lidström 22:22 Daniel Alfredsson 24:59 Per-Johan Axelsson 25:17 Henrik Zetterberg 27:58 Daniel Alfredsson 44:48 | (1:0, 4:0, 1:1) | Maris Ziedins 49:10 | Widzów: 8795 Sędzia główny: Paul Devorski |

| 19 lutego 2006 | Rosja | 9:2 | Łotwa | Torino Esposizioni |

| Godzina: 13:00 | Ilja Kowalczuk 07:26 Maksim Suszynski 09:15 Ilja Kowalczuk 12:36 Ilja Kowalczuk 23:32 Wiktor Kozłow 25:45 Ilja Kowalczuk 35:16 Aleksiej Jaszyn 41:58 Jewgienij Małkin 47:32 Aleksandr Owieczkin 56:27 | (3:1, 3:0, 3:1) | Aigars Cipruss 09:55 Miķelis Rēdlihs 58:04 | Widzów: 4310 Sędzia główny: Dennis Larue |

| 21 lutego 2006 | Łotwa | 2:5 | Kazachstan | Torino Esposizioni |

| Godzina: 11:30 | Leonīds Tambijevs 15:13 Aigars Cipruss 45:04 | (1:1, 0:1, 1:3) | Aleksandr Korieszkow 07:20 Nikołaj Antropow 35:04 Sergiej Aleksandrow 52:33 Jewgienij Korieszkow 54:33 Jewgienij Korieszkow 58:08 | Widzów: 2300 Sędzia główny: Christer Larking |

### Short Track
Kobiety
| Zawodniczka    | Konkurencja         | Kwalifikacje | Kwalifikacje | Ćwierćfinał    | Ćwierćfinał    | Półfinał       | Półfinał       | Finał          | Finał   |
| Zawodniczka    | Konkurencja         | Czas         | Miejsce      | Czas           | Miejsce        | Czas           | Miejsce        | Czas           | Miejsce |
| -------------- | ------------------- | ------------ | ------------ | -------------- | -------------- | -------------- | -------------- | -------------- | ------- |
| Evita Krievāne | Bieg na 1000 metrów | 1:39,986     | 3.           | Nie awansowała | Nie awansowała | Nie awansowała | Nie awansowała | Nie awansowała | 19.     |
| Evita Krievāne | Bieg na 1500 metrów | 2:34,171     | 5.           |                |                | Nie awansowała | Nie awansowała | Nie awansowała | 23.     |

### Skeleton
Mężczyźni
| Zawodnik       | Ślizg 1 | Ślizg 2 | Łącznie | Pozycja |
| -------------- | ------- | ------- | ------- | ------- |
| Martins Dukurs | 58,79   | 58,60   | 1:57,39 | 7.      |